# Tarabanî, Starobilsk
Tarabanî (în ucraineană Тарабани) este un sat în comuna Vesele din raionul Starobilsk, regiunea Luhansk, Ucraina.

## Demografie
Componența lingvistică a localității Tarabanî
     Ucraineană (94,35%)
     Rusă (5,65%)
Conform recensământului din 2001, majoritatea populației localității Tarabanî era vorbitoare de ucraineană (94,35%), existând în minoritate și vorbitori de rusă (5,65%).